# Hungarian Traded Index
Der Hungarian Traded Index (HTX) ist ein von der Wiener Börse entwickelter Real-Time-Index einer Auswahl ungarischer Aktien. Die Berechnung erfolgt zusätzlich zum USD auch in EUR und in lokaler Währung. Er ist Bestandteil des CECE Composite Index.
Der HTX startete am 4. Januar 1999 mit 1552,30 Punkten und einem Kapital von 5.107.258.044,74 EUR. Die Indexbasis ist 1.000 Punkte per 15. Juli 1996.

## Zusammensetzung
(Stand: 31. August 2020)
| Name              | Logo | Anteil in % |
| ----------------- | ---- | ----------- |
| Gedeon Richter    |      | 27,5        |
| OTP Bank          |      | 23,3        |
| MOL               |      | 23,3        |
| Magyar Telekom    |      | 18,0        |
| Opus Global Nyrt. |      | 4,9         |